# Cambarus setosus
Cambarus setosus е вид ракообразно от семейство Cambaridae. Видът е почти застрашен от изчезване.

## Разпространение
Разпространен е в САЩ (Арканзас и Мисури).